# Amt Elsdorf (Rhld.)
Das Amt Elsdorf (Rhld.) war ein Amt im Kreis Bergheim (Erft) in der preußischen Rheinprovinz und in Nordrhein-Westfalen. Es ging aus der Bürgermeisterei Esch und der Bürgermeisterei Heppendorf hervor. Das Gebiet des Amtes gehört heute zur Stadt Elsdorf im Rhein-Erft-Kreis.

## Bürgermeisterei Esch
Von 1798 bis 1814 standen alle linksrheinischen Gebiete unter französischer Herrschaft. Während dieser Zeit wurde nach französischem Vorbild die Mairie Esch eingerichtet, die zum Kanton Bergheim im Arrondissement Köln des Rur-Departements gehörte. Nachdem das Rheinland 1814 an Preußen gefallen war, wurde aus der Mairie die preußische Bürgermeisterei Esch, die 1816 zum neuen Kreis Bergheim kam.
Die Bürgermeisterei Esch umfasste sieben Gemeinden:
- Angelsdorf
- Apartehöfe
- Elsdorf
- Esch
- Niederembt
- Oberembt
- Tollhausen

Am Ende des Jahres 1927 wurde die Bezeichnung aller rheinischen Landbürgermeistereien in „Amt“ geändert. Die Bürgermeisterei hieß nun Amt Esch.

## Bürgermeisterei Heppendorf
Die ebenfalls in der Franzosenzeit gegründeten Mairie Heppendorf gehörte zum Kanton Kerpen im Arrondissement Köln. Die aus ihr hervorgegangene Bürgermeisterei bestand nur aus der Gemeinde Heppendorf. Aus ihr wurde am Ende des Jahres 1927 das Amt Heppendorf. Am 1. November 1934 wurden alle preußischen Einzelgemeindeämter und damit auch das Amt Heppendorf aufgehoben; Heppendorf wurde dadurch eine amtsfreie Gemeinde. Am 1. April 1937 wurde Heppendorf in das Amt Esch eingegliedert.

## Amt Elsdorf (Rhld.)
Am 5. Januar 1938 wurde das Amt Esch in Amt Elsdorf (Rheinland) umbenannt. 
Am 1. April 1938 wurden die Gemeinde Apartehöfe nach Elsdorf und die Gemeinde Tollhausen nach Esch eingemeindet.
Das Amt Elsdorf (Rhld.) umfasste seitdem sechs Gemeinden:
- Angelsdorf
- Elsdorf (Rhld.)
- Esch
- Heppendorf
- Niederembt
- Oberembt

Am 1. Januar 1975 wurde das Amt Elsdorf (Rhld.) durch das Köln-Gesetz aufgelöst. Seine Gemeinden wurden Teil der vergrößerten Gemeinde Elsdorf, die Teil des Rhein-Erft-Kreises wurde.

## Einwohnerentwicklung
| Jahr | Bürgermeisterei Esch | Bürgermeisterei Heppendorf | Quelle |
| ---- | -------------------- | -------------------------- | ------ |
| 1843 | 3.964                | 3.149                      | [ 6 ]  |
| 1871 | 4.560                | 3.592                      | [ 7 ]  |
| 1885 | 5.042                | 3.759                      | [ 8 ]  |
| 1910 | 5.926                | 3.882                      | [ 9 ]  |
| 1925 | 6.396                | 4.191                      | [ 10 ] |
|      | Amt Elsdorf (Rhld.)  |                            |        |
| 1939 | 10.907               | 10.907                     | [ 5 ]  |
| 1950 | 13.855               | 13.855                     | [ 11 ] |
| 1961 | 15.565               | 15.565                     | [ 11 ] |
| 1970 | 17.258               | 17.258                     | [ 11 ] |

## Amtsbürgermeister
- um 195200Jean Klütsch[12]
- um 196500Fritz Mildenberg[13]